# Edmond Chauvet
Pour les articles homonymes, voir Chauvet.
Edmond Eugène Ernest Chauvet, né à Reims le 29 janvier 1903 où il est mort le 20 décembre 1968, est un peintre et illustrateur français.

## Biographie
Élève de François Flameng et de Lucien Simon, il expose au Salon des artistes français de 1929 la toile Retour de chasse. 
Il est inhumé au Cimetière de l'Ouest de Reims avec son père le peintre décorateur Prosper Georges Chauvet (1874-1931).
Une rue de Reims porte son nom.

## Œuvre
- Chemin de Tinqueux, sous la neige[2].
- Nature morte à la statue[3],
- Raffinerie de pétrole[4].
- Fresques de la Maison de la Mutualité à Reims (1926-1927)